# Johann Heinssen
Johann Nikolaus David Heinssen (auch Heinsen oder Heinßen) (* 6. März 1797 in Altona; † 3. März 1849 in Regensburg) war ein deutscher Orgelbauer.

## Leben und
Johann Nikolaus David Heinssen kam auf seiner Wanderschaft nach Regensburg und erhielt 1826 das Bürgerrecht. Er war der erste Stadtorgelbauer von Regensburg, dessen Arbeiten sich auch in einem breiten Umfang in der oberpfälzer und niederbayerischen Umgebung nachweisen lassen. Er baute einmanualige Orgeln. Diese waren konservativ disponiert. Seine Prospektgestaltung bewegte sich zwischen dem spätbarocken und klassizistischen Stil und zeigt meist drei rechteckige Hochkant-Felder mit überhöhtem Mittelturm. Werkstattnachfolger war Johann Anton Breil.

## Werkliste (Auszug)
| Jahr         | Ort                                     | Kirche                              | Bild | Manuale | Register | Bemerkungen |
| ------------ | --------------------------------------- | ----------------------------------- | ---- | ------- | -------- | --- |
| 1832         | Martinsbuch                             | St. Martin                          |      | I/P     | 8        | ? |
| 1833         | Untersanding                            | St. Pankratius                      |      | I/P     | 7        | erhalten; Umbau (UB) Hirnschrodt senior 1929 |
| 1834         | Oberhaselbach (Mallersdorf-Pfaffenberg) | Benefiziumskirche St. Martin        |      | I/P     | 9        | erhalten; ursprünglich Brüstungsorgel. 1877 UB Edenhofer, 2015 Renovierung (RV) Orgelbau Rainer Kilbert                                                                                  |
| 1834         | Eggenfelden                             | Franziskanerkirche                  |      | I/P     | 10       | nicht erhalten; 1878 Neubau (NB) Edenhofer, 1916 NB Steinmeyer, 1966 NB Wastlhuber |
| 1834         | Regensburg                              | Neupfarrkirche                      |      | I/P     | 12       | nicht erhalten |
| 1835         | Deindorf (Wernberg-Köblitz)             | St. Leonhard                        |      | I/P     | 8        | erhalten; gebaut für Hienheim St. Georg, 1911 Transferierung |
| 1835         | Kelheim                                 | Mariä Himmelfahrt                   |      |         |          | nicht erhalten; 1869 NB Edenhofer, 1919 NB Binder & Siemann, 1983 NB Kloss |
| 1835         | Regensburg                              | Klosterkirche St. Klara             |      |         |          | Gehäuse erhalten; 1926 NB Weise |
| 1835         | Wolkering                               | Mariä Himmelfahrt                   |      | I/P     | 6        | erhalten |
| 1836         | Buttenheim                              | Schlosskapelle                      |      | I/P     | 6        | Gedackt 8', Flöte 4' erhalten; 1861 neuer Prospekt, 1898 NB Steinmeyer |
| 1836 (1846?) | Burgoberbach                            | St. Leonhard, kath. Friedhofskirche |      | I/P     | 8        | Erhalten; vermutlich originale seitenspielige Anlage, ursprüngliche kurze Oktave erweitert. Herkunft: Bruderhauskirche zu Regensburg, Transfer beim dortigen Neubau von Steinmeyer 1896. |
| 1836         | Götzendorf                              | Simultankirche St. Magdalena        |      | I/P     | 6        | erhalten, 2006 Restaurierung (RS) durch Johannes Klais Orgelbau, Planung Hans-Wolfgang Theobald                                                                                          |
| 1836         | Obergraßlfing                           | Wallfahrtskirche Pauli Bekehrung    |      | I/P     | 8        | erhalten; 1978 RS Kloss, 1989 RS Jann |
| 1837         | Haader                                  | Pauli Bekehrung                     |      | I/P     | 8        | erhalten; 1909 Schmid, Staubing; 1942 und 1961 RS Hirnschrodt |
| 1839         | Regensburg                              | Dom                                 |      | I/P     | 13       | nicht erhalten; es war die erste Orgel hinter dem Silberaltar |
| 1839         | Schönthal (Oberpfalz)                   | St. Michael                         |      | I/P     | 10       | nicht erhalten; 1916 NB Edenhofer, 1995 NB Jann |
| 1839         | Thonlohe                                | St. Sebastian                       |      |         |          | nicht erhalten |
| um 1840      | Alteglofsheim                           | Schlosskapelle                      |      | I/P     | 6        | erhalten; 1995 RS Schädler |
| um 1840      | Högldorf                                | St. Martin                          |      | I/P     | 6        | erhalten; 1989 RS Jann |
| um 1840      | Iffelkofen                              | St. Stephan                         |      | I/P     | 6        | erhalten; UB Hechenberger, RS Rickert 1977, RS Schädler 2003 |
| um 1840      | Oberergoldsbach                         | St. Margaretha                      |      | I/P     | 5        | Gehäuse erhalten; 1927 UB Michael Weise |
| 1840         | Regensburg                              | St. Josef                           |      | I/P     | 12       | 1887 nach St. Kassian, 1908 nach St. Josef in Reinhausen, dort 1918 ersetzt durch ein Werk von Weise. Das Foto lässt immerhin die typische Gehäuseform von Heinssen erkennen             |
| 1841         | Allersdorf (Schierling)                 | Mariä Himmelfahrt                   |      | I/P     | 6        | erhalten |
| 1841         | Birnbach                                | St. Klemens                         |      | I/P     | 6        | erhalten; aus Mannsdorf, St. Andreas, 1996 RS Jann |
| 1841         | Demling                                 | St. Andreas                         |      | I/p     | 5        | erhalten; 1886 Umbau (UB) Rödl, 1935 UB Hirnschrodt, 1982 RS Kloss, 1992 RS Hartmann |
| 1842         | Oberviehbach                            | St. Georg                           |      | I/P     | 6        | nicht erhalten; 1914 NB Weise, 1998 NB Schädler |
| 1842         | Wenzenbach                              | St. Peter                           |      | I/P     | 6        | nicht erhalten; 1983 NB Kloss |
| 1843         | Neufahrn in Niederbayern                | Mariä Himmelfahrt                   |      | I/P     | 8        | nicht erhalten |
| 1844         | Rogging                                 | St. Johannes d. Täufer              |      | I/P     | 5        | erhalten; 2000 RS |
| 1846         | Regensburg                              | St. Emmeram                         |      |         |          | weitgreifender Umbau der vorhandenen Orgel; weder kompletter Prospekt noch Bestand erhalten                                                                                              |